# Gwen Ifill
Gwendolyn L. "Gwen" Ifill (Nova York, 29 de setembre de 1955 - Washington DC, 14 de novembre de 2016) va ser una periodista i escriptora estatunidenca. El 1999 es va convertir en la primera dona afroamericana en presentar un programa de televisió sobre política als EUA a escala nacional amb Washington Week in Review. Va ser la moderadora i cap de redacció de Washington Week, així com i presentadora i redactora en cap, amb Judy Woodruff, de PBS NewsHour, tots dos programes emesos a PBS. Ifill era una analista política i va moderar els debats vicepresidencials de 2004 i 2008. Va publicar el llibre The Breakthrough: Politics and Race in the Age of Obama.